# Opravidlo
Opravidlo je český webový korektor provozovaný Centrem zpracování přirozeného jazyka Masarykovy univerzity. Autory projektu jsou pracovníci Ústavu českého jazyka Filozofické fakulty Masarykovy univerzity, Ústavu pro jazyk český Akademie věd ČR a Ústavu teoretické a komputační lingvistiky Univerzity Karlovy. Betaverze korektoru je dostupná od roku 2022 online zdarma, a to pouze pro nekomerční účely. V březnu 2023 je stále přijímána zpětná vazba od uživatelů.

## Vývoj aplikace
Autory aplikace jsou pracovníci Ústavu českého jazyka Filozofické fakulty Masarykovy univerzity, Ústavu pro jazyk český Akademie věd ČR a Ústavu teoretické a komputační lingvistiky Univerzity Karlovy. Vyvinuta byla v rámci projektu financovaného Technologickou agenturou ČR, aplikačními garanty byly společnosti Seznam.cz a Wikimedia ČR.

## Možnosti
Korektor umí opravovat řadu častých chyb, zvlášť pak:
- přebývající či chybějící interpunkci
- shodu přísudku s podnětem
- chybné tvary podmiňovacího způsobu
- velká písmena
- chybné větné konstrukce
- nezlomitelné mezery (přidání, nebo odebrání)
- vokalizace předložek
- korekce překlepů

Pro kontrolu překlepů v textech využívá systém Opravidlo data slovníku MorfFlex 2.0 a Internetové jazykové příručky, zahrnující dohromady 3 miliony tvarů. Samotnou kontrolu zajišťuje nástroj SymSpell.